# Nina Solheim
Nina Solheim (* 4. August 1979 in Busan, Südkorea) ist eine ehemalige norwegische Taekwondoin, die im Mittel- und Schwergewicht aktiv war.
Die in Südkorea geborene Solheim wurde mit sieben Monaten von ihren norwegischen Eltern adoptiert und wuchs in Namsos auf, wo sie mit neun Jahren im Verein Namsos Taekwondoklubb zum Taekwondo kam. Mit 16 Jahren wurde sie in die norwegische Nationalmannschaft aufgenommen und trainierte seitdem am Leistungszentrum in Oslo. Ihre ersten internationalen Titelkämpfe bestritt sie bei der Europameisterschaft 1996 in Helsinki, wo sie ins Viertelfinale einziehen konnte. 1999 nahm sie in Edmonton erstmals an einer Weltmeisterschaft teil und erreichte das Achtelfinale. Zwei Jahre später gewann Solheim bei der Weltmeisterschaft 2001 in Jeju-si mit Bronze in der Klasse bis 67 Kilogramm ihre erste internationale Medaille. Sie qualifizierte sich für die Olympischen Spiele 2004 in Athen, wo sie ins Viertelfinale einzog, dort jedoch verletzt aufgeben musste und am Ende Rang sieben belegte. Erfolgreich verlief für Solheim das Jahr 2006. Neben dem Titelgewinn bei der Studentenweltmeisterschaft in Valencia und einem Weltcupsieg in Bangkok gewann sie in Bonn ihre erste EM-Bronzemedaille. Auch bei der Weltmeisterschaft 2007 konnte Solheim mit dem Einzug ins Viertelfinale ein gutes Ergebnis erzielen. 2008 gewann sie in Rom zunächst in der Klasse bis 72 Kilogramm ihre zweite EM-Bronzemedaille. Später nahm sie im Schwergewicht über 67 Kilogramm an ihren zweiten Olympischen Spielen in Peking teil und errang den größten sportlichen Erfolg ihrer Karriere. Mit zwei Siegen zog sie ins Halbfinale ein, wo sie Natália Falavigna knapp bezwang. Im Finale verlor sie gegen María Espinoza und gewann die Silbermedaille. Nach den Spielen beendete sie ihre aktive Karriere.
Solheims Zwillingsschwester Mona ist ebenfalls eine erfolgreiche Taekwondoin.